# Eduard Rappoldi

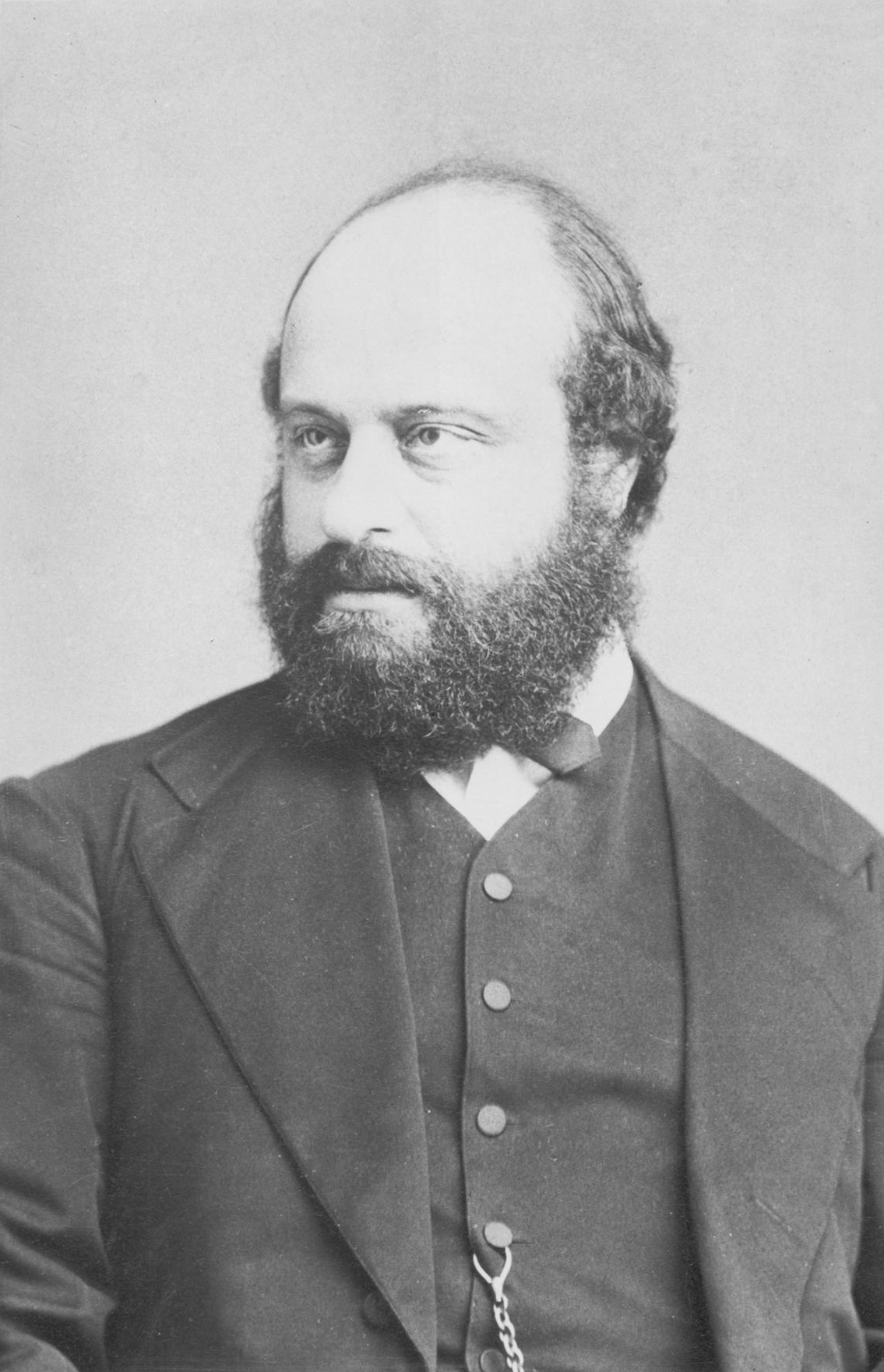
Eduard Rappoldi.

Eduard Rappoldi, född den 21 februari 1839 i Wien, död den 16 maj 1903 i Dresden, var en österrikisk violinist, sedan 1874 gift med pianisten Laura Kahrer.
Rappoldi, som var elev av Jansa, Böhm och Sechter, blev 1854 medlem av hovoperans orkester i Wien, 1861 konsertmästare i Rotterdam, 1866 kapellmästare i Lübeck, 1871 lärare vid musikhögskolan i Berlin samt var 1877–1898 förste konsertmästare i Dresden, där han även till 1893 var violinprofessor vid konservatoriet. Rappoldi räknades till samtidens solidaste violinister, framför allt som kvartettspelare.